# 21747 Justsolomon
A 21747 Justsolomon (ideiglenes jelöléssel 1999 RD170) a Naprendszer kisbolygóövében található aszteroida. A LINEAR projekt keretében fedezték fel 1999. szeptember 9-én.